# Communauté de communes de Gémozac et de la Saintonge Viticole
La communauté de communes de Gémozac et de la Saintonge Viticole est une communauté de communes française, située dans le département de la Charente-Maritime et la région Nouvelle-Aquitaine.

## Histoire
- Au 1er janvier 2013, elle s'est élargie d'une nouvelle commune, Thézac qui faisait partie de l'ancienne Communauté de communes des bassins Seudre-et-Arnoult, dissoute à cette date.

- En novembre 2015, le nom de l’intercommunalité est modifié afin d'enlever la référence au Canton de Gémozac supprimé[1].

### Projets de fusion
Depuis l'entrée en vigueur de la loi NoTRE, qui fixe un seuil minimal de population de 15 000 habitants pour les intercommunalités, la communauté de communes de Gémozac, qui n'atteint pas ce seuil, est amenée à disparaître. Plusieurs hypothèses sont évoquées, dont :
- une scission de la communauté de communes, qui serait alors partagée entre la Communauté d'agglomération de Saintes et la communauté d'agglomération Royan Atlantique. Cette proposition est soutenue par les présidents des communautés d'agglomération concernées[2] ;
- une fusion avec la communauté de communes Cœur de Saintonge, à condition qu'une continuité territoriale soit établie entre les deux communautés de communes. Cette solution impliquerait le rattachement de la commune de Saint-Romain-de-Benet à la future communauté de communes fusionnée. Cette proposition émane de la préfecture de la Charente-Maritime[3].

## Territoire communautaire

### Géographie
- Superficie : 263,49 km2, soit 3,83 % du département de la Charente-Maritime.
- Population en 2010 : 13 371 habitants, soit 2,15 % du département de la Charente-Maritime.
- Densité de population en 2010 : 51 hab./km2 (Charente-Maritime : 91 hab./km2).
- Évolution annuelle de la population (entre 1999 et 2006) : +1,80 % (+1,07 % pour le département).
- Évolution annuelle de la population (entre 1990 et 1999) : +0,62 % (+0,61 % pour le département),
- 2 cantons concernés : Canton de Gémozac et canton de Saujon.
- 1 ville de plus de 2 000 habitants : Gémozac

### Composition

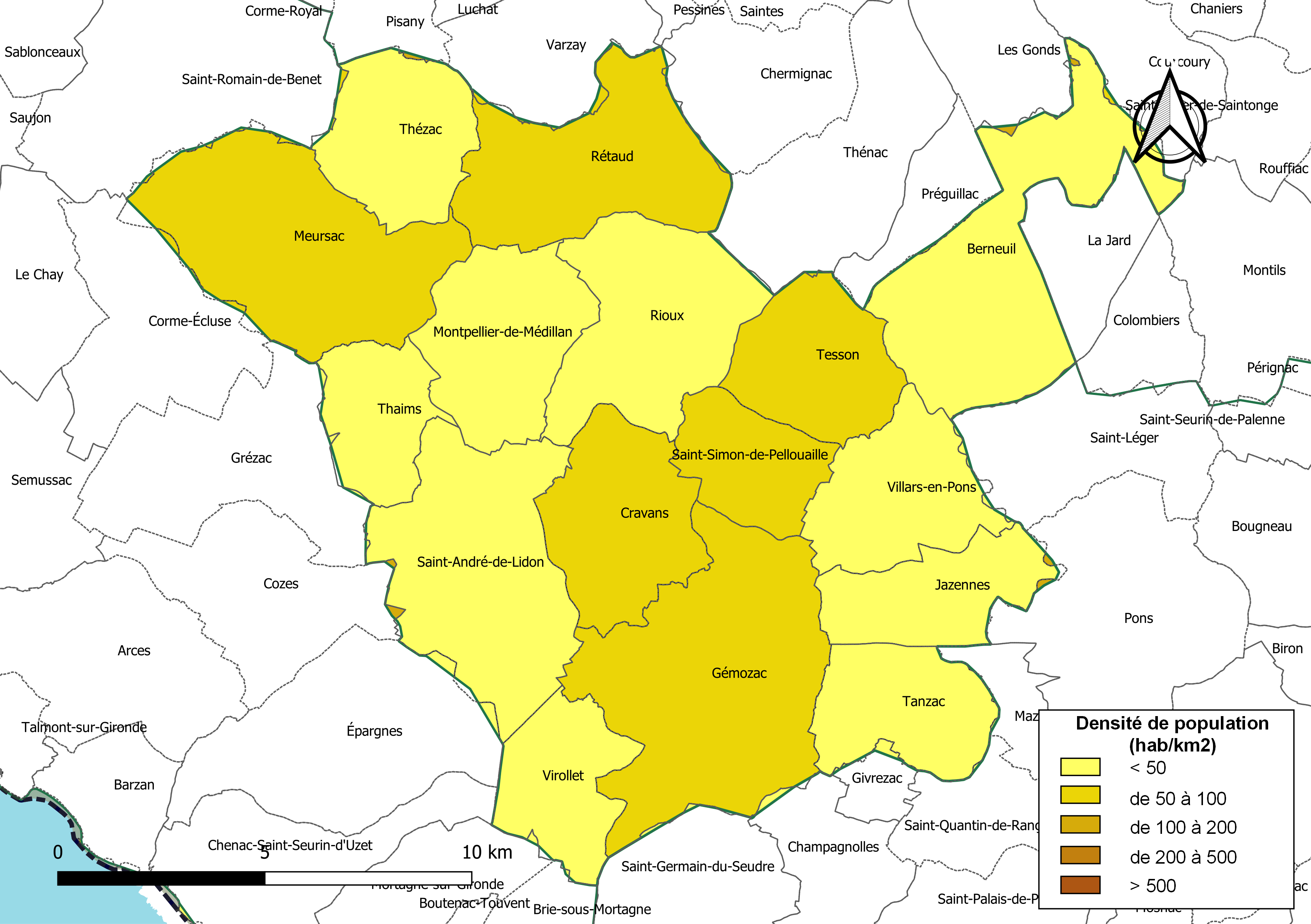
Carte des densités de population (millésimée 2016) des communes de la communauté de communes de Gémozac et de la Saintonge Viticole. Composition en communes au 1er janvier 2019.

La communauté de communes est composée des 16 communes suivantes :

| Nom                        | Code Insee | Gentilé         | Superficie (km2) | Population (dernière pop. légale) | Densité (hab./km2) |
| -------------------------- | ---------- | --------------- | ---------------- | --------------------------------- | ------------------ |
| Gémozac (siège)            | 17172      | Gémozacais      | 31,93            | 3 033 (2022)                      | 95                 |
| Berneuil                   | 17044      | Berneuillais    | 25,45            | 1 163 (2022)                      | 46                 |
| Cravans                    | 17133      | Cravanais       | 14,72            | 859 (2022)                        | 58                 |
| Jazennes                   | 17196      | Jazennais       | 10,84            | 548 (2022)                        | 51                 |
| Meursac                    | 17232      | Meursacais      | 26,17            | 1 544 (2022)                      | 59                 |
| Montpellier-de-Médillan    | 17244      | Montpellierains | 14,85            | 686 (2022)                        | 46                 |
| Rétaud                     | 17296      | Rétaudais       | 19,92            | 1 057 (2022)                      | 53                 |
| Rioux                      | 17298      | Rioutais        | 18,98            | 977 (2022)                        | 51                 |
| Saint-André-de-Lidon       | 17310      | Saint-Androns   | 23,83            | 1 220 (2022)                      | 51                 |
| Saint-Simon-de-Pellouaille | 17404      | Saint-Simonais  | 8,95             | 684 (2022)                        | 76                 |
| Tanzac                     | 17438      | Tanzacais       | 11,23            | 296 (2022)                        | 26                 |
| Tesson                     | 17441      | Tessonnais      | 12,13            | 1 144 (2022)                      | 94                 |
| Thaims                     | 17442      | Thaimois        | 8,74             | 387 (2022)                        | 44                 |
| Thézac                     | 17445      | Thézacais       | 12,42            | 332 (2022)                        | 27                 |
| Villars-en-Pons            | 17469      | Villarais       | 13,32            | 578 (2022)                        | 43                 |
| Virollet                   | 17479      | Virolletais     | 10,01            | 298 (2022)                        | 30                 |

### Démographie
| 1968  | 1975  | 1982  | 1990   | 1999   | 2006   | 2011   | 2016   |
| ----- | ----- | ----- | ------ | ------ | ------ | ------ | ------ |
| 9 937 | 9 726 | 9 908 | 10 173 | 10 739 | 12 086 | 13 559 | 14 187 |